# Spodnje Verjane
Spodnje Verjane is een plaats in Slovenië en maakt deel uit van de gemeente Sveta Trojica v Slovenskih goricah in de NUTS-3-regio Podravska. De plaats telde 20 inwoners op 1 januari 2020.